# Savin' Me
Savin' Me è un singolo del gruppo musicale canadese Nickelback, pubblicato nel 2006 come estratto dall'album All the Right Reasons.

## Formazione
Gruppo
- Chad Kroeger - voce, chitarra ritmica
- Ryan Peake - chitarra solista, cori
- Mike Kroeger - basso
- Daniel Adair - batteria

Altri musicisti
- Timmy Dawson - pianoforte